# Форествілл (Вісконсин)
Форествілл (англ. Forestville) — селище (англ. village) в США, в окрузі Дор штату Вісконсин. Населення — 482 особи (2020).

## Географія
Форествілл розташований за координатами 44°41′27″ пн. ш. 87°28′42″ зх. д. / 44.69083° пн. ш. 87.47833° зх. д. (44.690892, -87.478355).  За даними Бюро перепису населення США в 2010 році селище мало площу 1,35 км², з яких 1,35 км² — суходіл та 0,00 км² — водойми.

## Демографія
Згідно з переписом 2010 року, у селищі мешкало 430 осіб у 183 домогосподарствах у складі 129 родин. Густота населення становила 318 осіб/км².  Було 206 помешкань (152/км²).
Расовий склад населення:
| - 98,1 % — білих - 0,7 % — корінних американців |

До двох чи більше рас належало 1,2 %. Частка іспаномовних становила 1,9 % від усіх жителів.
За віковим діапазоном населення розподілялося таким чином: 20,7 % — особи молодші 18 років, 61,2 % — особи у віці 18—64 років, 18,1 % — особи у віці 65 років та старші. Медіана віку мешканця становила 43,6 року. На 100 осіб жіночої статі у селищі припадало 97,2 чоловіків;  на 100 жінок у віці від 18 років та старших — 96,0 чоловіків також старших 18 років.
Середній дохід на одне домашнє господарство  становив 49 259 доларів США (медіана — 42 031), а середній дохід на одну сім'ю — 61 079 доларів (медіана — 55 313). Медіана доходів становила 41 042 долари для чоловіків та 28 375 доларів для жінок. За межею бідності перебувало 20,1 % осіб, у тому числі 28,3 % дітей у віці до 18 років та 10,8 % осіб у віці 65 років та старших.
Цивільне працевлаштоване населення становило 266 осіб. Основні галузі зайнятості: виробництво — 30,8 %, мистецтво, розваги та відпочинок — 19,9 %, освіта, охорона здоров'я та соціальна допомога — 10,9 %, роздрібна торгівля — 9,0 %.